# Lauraët
Lauraët är en kommun i departementet Gers i regionen Occitanien i sydvästra Frankrike. Kommunen ligger i kantonen Montréal som tillhör arrondissementet Condom. År 2022 hade Lauraët 247 invånare.

## Befolkningsutveckling
Antalet invånare i kommunen Lauraët
Referens:INSEE